# Thermoleophilum album
Thermoleophilum album es una especie de bacteria del género Thermoleophilum. Fue descrita en el año 1986, es la especie tipo. Su etimología hace referencia a blanco. Se tiñe como gramnegativa, siendo una excepción del filo Actinomycetota. Es aerobia, inmóvil y termófila. Tiene un tamaño de 0,4 μm de ancho por 0,7-1,5 μm de largo. Forma colonias traslúcidas y blancas. Temperatura de crecimiento entre 45-70 °C, óptima de 60 °C. Tiene un contenido de G+C de 70,4%. Se ha aislado de fuentes termales en  Arkansas, Estados Unidos.